# Hin- und Rückspiel
Mit Hinspiel  und Rückspiel werden die beiden Spiele bezeichnet, die durch die Aufteilung einer sportlichen Begegnung zweier gegnerischer Spieler oder Mannschaften entstehen. Durch die Aufteilung spielt jeder der Gegner einmal in der Heimat und einmal auswärts. Dabei wird das erste der ausgetragenen Spiele als Hinspiel, das zweite als Rückspiel bezeichnet. Wird der Sieger des Aufeinandertreffens nicht in zwangsläufig zwei Spielen, sondern im Best-of-Modus ausgetragen, ist die Bezeichnung als Hin- und Rückspiel nicht üblich.
Treffen in einer Paarung mit Hin- und Rückspiel zwei Mannschaften aufeinander, von denen per K.-o.-System eine Mannschaft bestimmt wird, die in die nächste Runde einzieht, so werden die Spielergebnisse in geeigneter Weise zusammengefasst (meist durch Addition der Ergebnisse). Steht es nach Hin- und Rückspiel zwischen den Mannschaften unentschieden, so wird insbesondere im Fuß- und Handball häufig – zum Ausgleich des Heimvorteils – die Auswärtstorregel angewandt.
Viele Turniere und Ligawettbewerbe werden dementsprechend aufgeteilt; dabei spricht man von der Hin- und Rückrunde.